# Họ Ráng cánh bần

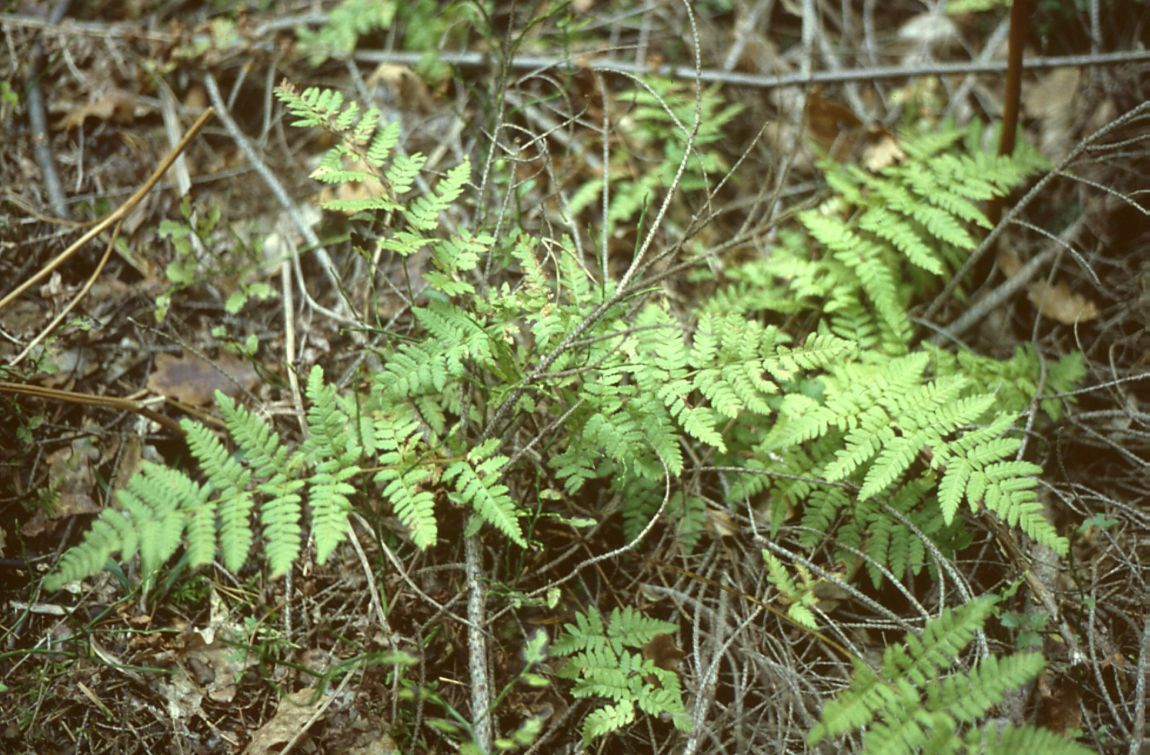
Hình ảnh của Dryopteris carthusiana-một loài trong họ này.

Dryopteridaceae là một họ dương xỉ trong phân lớp Leptosporangiate trong bộ Polypodiales. Chúng được gọi thông tục là dương xỉ gỗ. Ngoài ra, nó có thể được coi là phân họ Dryopteridoideae thuộc họ Polyp Zodiaceae Sensu lato được xác định rất rộng.
Họ này có khoảng 1700 loài và phân bố toàn cầu. Các loài có thể là trên cạn, sống biểu sinh, bán biểu sinh hoặc sống trên đá. Người ta trồng nhiều loài trong họ này làm cây cảnh. Các chi lớn nhất là Elaphoglossum (600 loài), Polystichum (260 loài), Dryopteris (225 loài) và Ctenitis (150 loài). Khoảng 70% các loài của họ này nằm trong 4 chi đó. Chi Dryopteridaceae tiến hóa cách đây khoảng 100 triệu năm để đi vào họ Polypodiineae.

## Phân loại

### Lịch sử
Năm 1990, Karl U. Kramer và các đồng tác giả định nghĩa Dryopteridaceae gồm các họ của nó hiện tại, cũng như họ Woodiaceae Sensu lato, Onocleaceae và hầu hết Tectariaceae. Các nghiên cứu phát sinh phân tử thấy rằng Dryopteridaceae theo Kramer là đa ngành và Smith cùng các đồng sự chia tách nó ra vào năm 2006. Việc bao gồm Didymochlaena, Hypodematium và Leucostegia trong Dryopteridaceae là điều khá khả nghi. Nếu ba chi này bị loại đi thì họ này được xem là đơn ngành trong các phân tích mô tả theo nhánh. Một số tác giả đã coi những chi này không thuộc họ Dryopteridaceae.
Vào năm 2007, một nghiên cứu phát sinh gen về trình tự DNA cho thấy là Pleocnemia đáng lí là ở họ Dryopteridaceae chứ không phải họ Tectariaceae. Trong một bài báo về dương xỉ bolbitidoid vào năm 2010, các nhà nghiên cứu chuyển chi Arthrobotrya về từ họ Teratophyllum. Cũng cuối năm đó, người ta biết rằng chi Mickelia là chi mới trong họ này.
Một số loài đã bị loại khỏi chi Oenotrichia vì chúng không thuộc về chi này hoặc thậm chí là cả họ Dennstaedtiaceae. Những loài này có thể thuộc họ Dryopteridaceae, nhưng người ta chưa đặt tên chung cho chúng. Vào năm 2012, một nghiên cứu phát sinh gen về Dryopteris' và họ hàng của nó bao gồm Acrophorus, Acrorumohra, Diacalpe, Dryopsis, Nothoperanema và Peranema là nằm trong chi Oenotrichia. Flora of China xuất bản năm 2013 cho ta biết có các kết quả phát sinh gen Litostostia và Phanerophlebiopsis là thuộc chi Arachniodes.

### Các phân họ
Họ này có các phân họ và các chi dưới đây:
- Subfamily Polybotryoideae H.M.Liu & X.C.Zhang
  - Cyclodium C.Presl
  - Maxonia C.Chr.
  - Olfersia Raddi
  - Polybotrya Humb. & Bonpl. ex Willd.
  - Polystichopsis (J.Sm.) Holttum
  - Stigmatopteris C.Chr.
  - Trichoneuron Ching
- Subfamily Elaphoglossoideae (Pic.Serm.) Crabbe, Jermy & Mickel
  - Arthrobotrya J.Sm.
  - Bolbitis Schott
  - Elaphoglossum Schott ex J.Sm.
  - Lastreopsis Ching
  - Lomagramma J.Sm.
  - Megalastrum Holttum
  - Mickelia R.C.Moran, Labiak & Sundue
  - Parapolystichum (Keyserl.) Ching
  - Pleocnemia C.Presl
  - Rumohra Raddi
  - Teratophyllum Mett. ex Kuhn
- Subfamily Dryopteridoideae Link
  - Arachniodes Blume
  - Ctenitis (C.Chr.) C.Chr.
  - Cyrtomium C.Presl
  - Dryopteris Adans.
  - Phanerophlebia C.Presl
  - Polystichum Roth